# Marienkirche (Anklam)

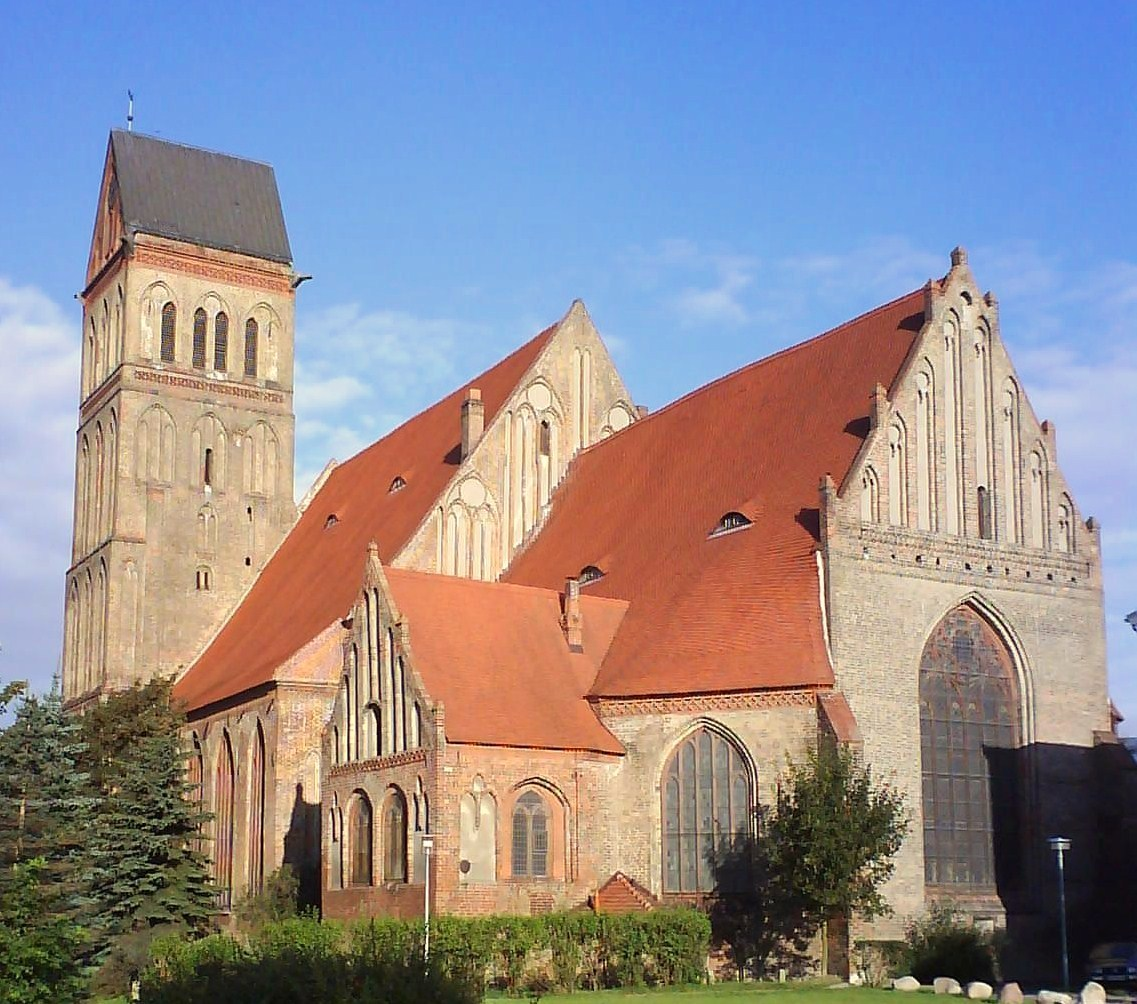
Marienkirche mit asymmetrischem Turm (bekrönt vom Notdach der Nachkriegszeit), im Südosten der Sakristeianbau

Die St.-Marien-Kirche in Anklam ist die ältere der beiden großen Stadtkirchen der Hansestadt Anklam in Mecklenburg-Vorpommern, im Stile der Backsteingotik. Als Denkmal nationaler Bedeutung wurde die Marienkirche vor allem wegen ihrer außergewöhnlichen Wandmalereien anerkannt, die zum größten Teil aus der ersten Hälfte des 14. Jahrhunderts stammen.

## Geschichte

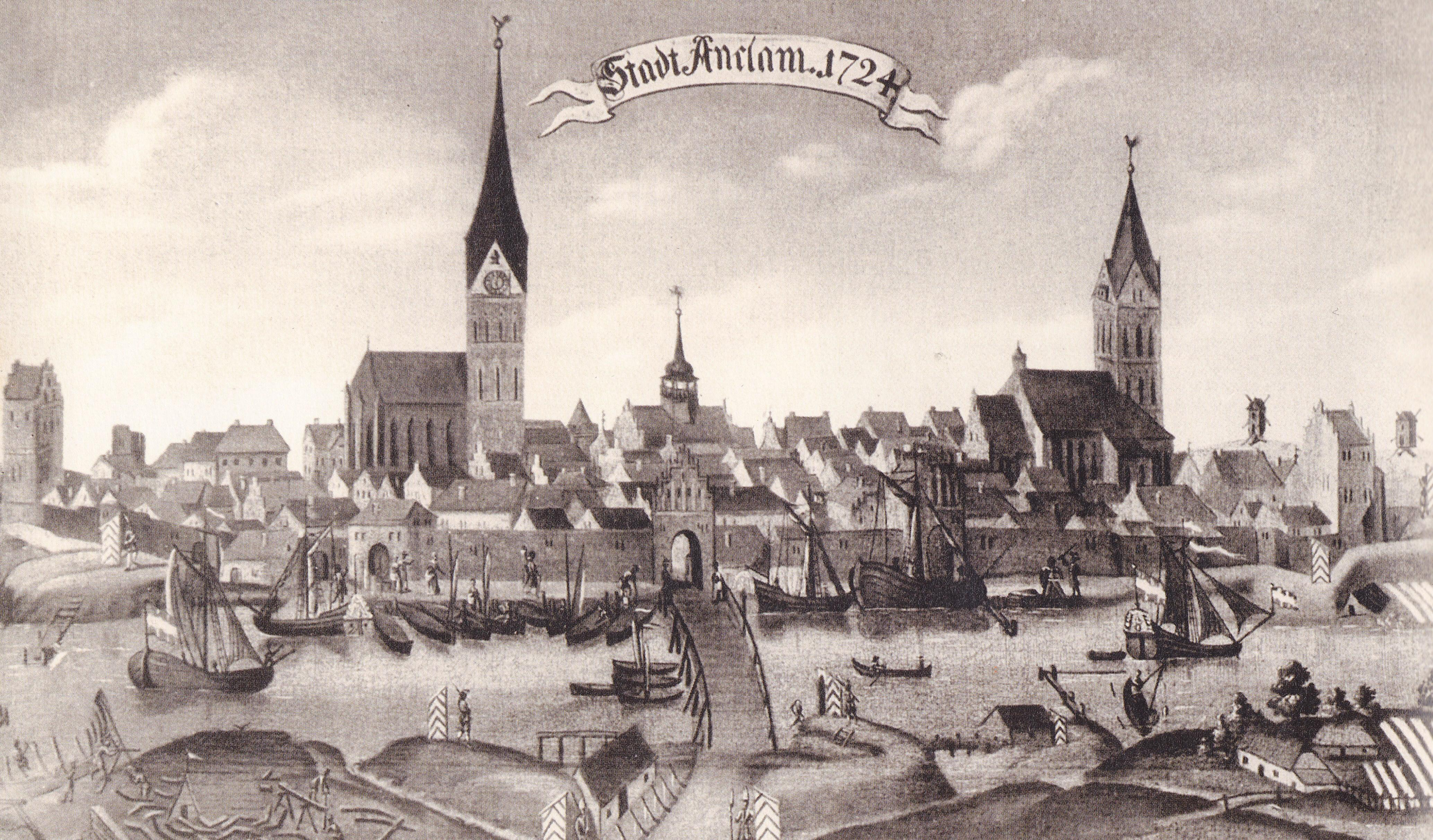
Die Marienkirche rechts mit ihrem historischen Spitzhelm, links die Nikolaikirche, Zeichnung von 1724 (Künstler unbekannt)

1296 wird die Marienkirche erstmals urkundlich erwähnt, der Bau dürfte jedoch 40 Jahre früher begonnen worden sein. Ursprünglich handelte es sich um eine romanische Kirche mit Doppelturmanlage, die noch wesentlich älter einzuordnen ist und dann gotisch überbaut wurde. Der romanische Turm ist noch heute im Mauerwerk des gotischen Nachfolgers erkennbar. Hieraus erklärt sich die asymmetrische Stellung des Turmes zum Kirchenschiff, da der Plan einer gotischen Doppelturmanlage nach dem Vorbild der Lübecker Marienkirche bereits im 15. Jahrhundert aufgegeben wurde. An der Stelle des zweiten nicht errichteten Turmes wurde eine Kapelle errichtet. Bis zum Ende des 15. Jahrhunderts erhielt die Marienkirche ihr heutiges Aussehen.
Trotz schwerer Kriegsschäden (besonders bei dem Luftangriff vom 9. Oktober 1943), dem Verlust des Turmhelmes und von Gewölbeteilen am südlichen Seitenschiff überstand die Marienkirche im Gegensatz zur Nikolaikirche den Krieg relativ gut und konnte schon 1947 wiedereingeweiht werden. Wesentliche Teile der Innenausstattung gingen am Auslagerungsort Schloss Schwerinsburg verloren.

## Beschreibung

### Äußeres

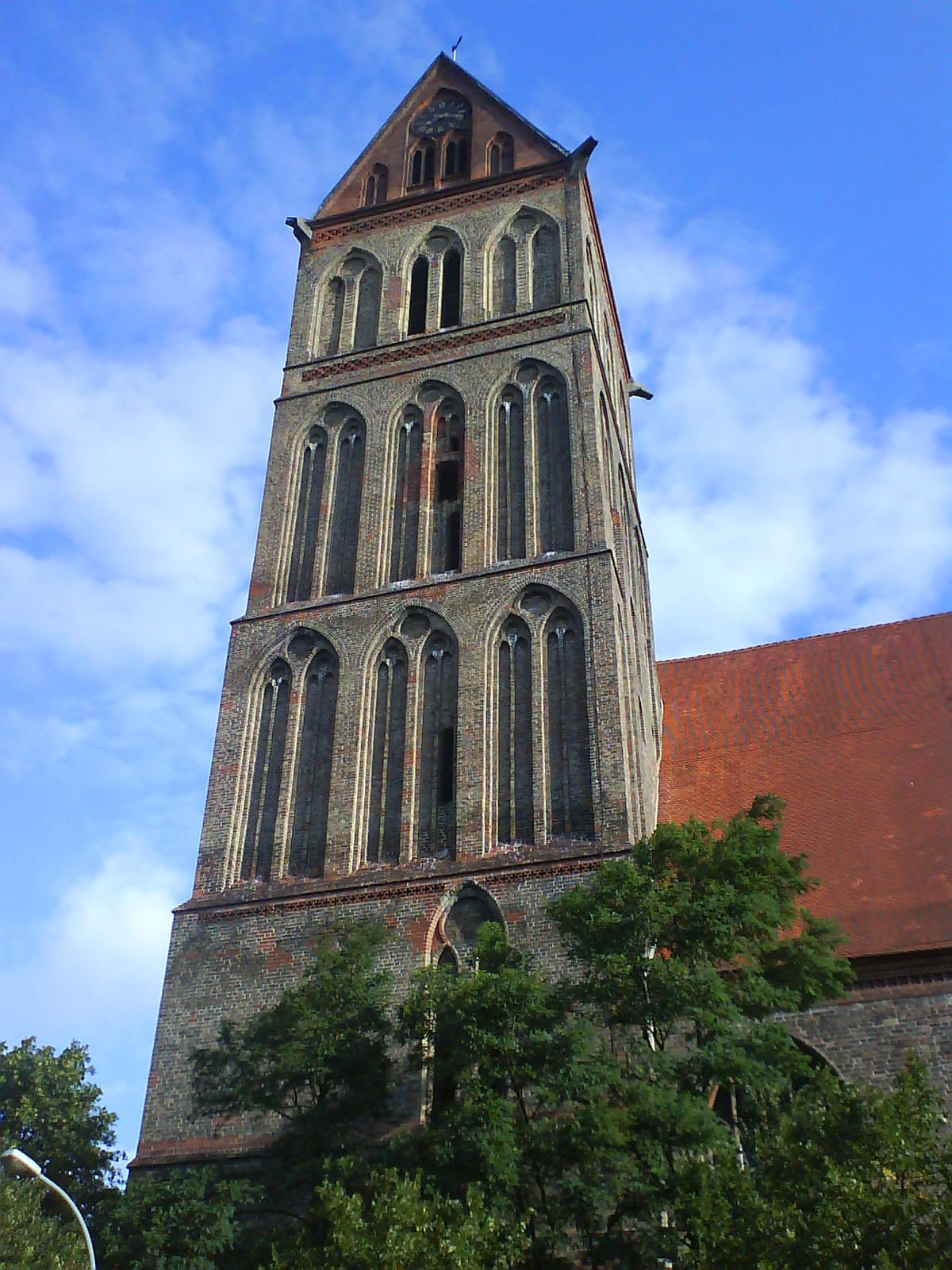
Südansicht des Kirchturmes mit ihren typisch gotischen Spitzbögen

Der Backsteinbau ist eine dreischiffige Hallenkirche mit spätromanischem Chor sowie Sakristei und einem vierstöckigen Turm. Kirchenschiff und Chor werden von großen Satteldächern bedeckt, ebenso die kleinere Sakristei.

### Turm
Die Gestaltung des Turmaufbaus änderte sich im Laufe der Zeit mehrfach. 1816 ersetzte man den durch Brand zerstörten Spitzhelm durch ein niedrigeres Pyramidendach. Im Jahr 1884 brannte der niedrige Turmhelm ebenfalls nach einem Blitzschlag ab, daraufhin wurden die vier Giebel des Turms neu erbaut und dabei wesentlich erhöht und die Marienkirche mit einem gotischen Spitzhelm versehen (ähnlich wie bei der Nikolaikirche in Anklam), der eine Höhe von etwa 100 Metern erreichte. Die neue Turmspitze wurde 1888 vollendet. Bei einem Bombenangriff 1943 wurde diese Konstruktion zerstört, und nur drei der ehemals vier Giebel blieben stehen. Der Turm erhielt nach dem Krieg ein schlichteres Satteldach mit nur noch zwei Giebeln und hat heute eine Höhe von 64 Metern.

### Ausstattung

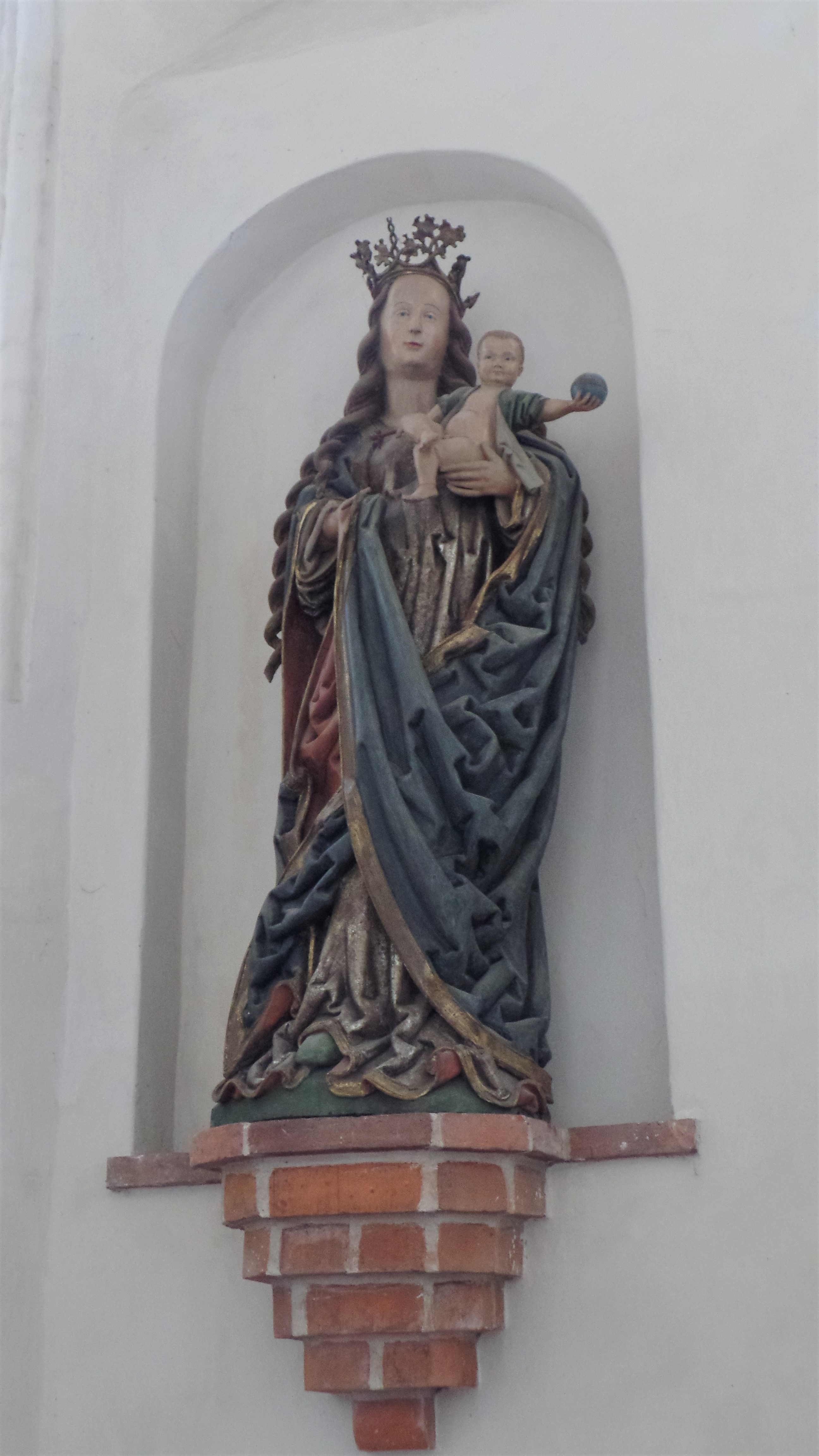
Marienfigur des ehemaligen Hochaltars, jetzt in der Nordwestkapelle befindlich

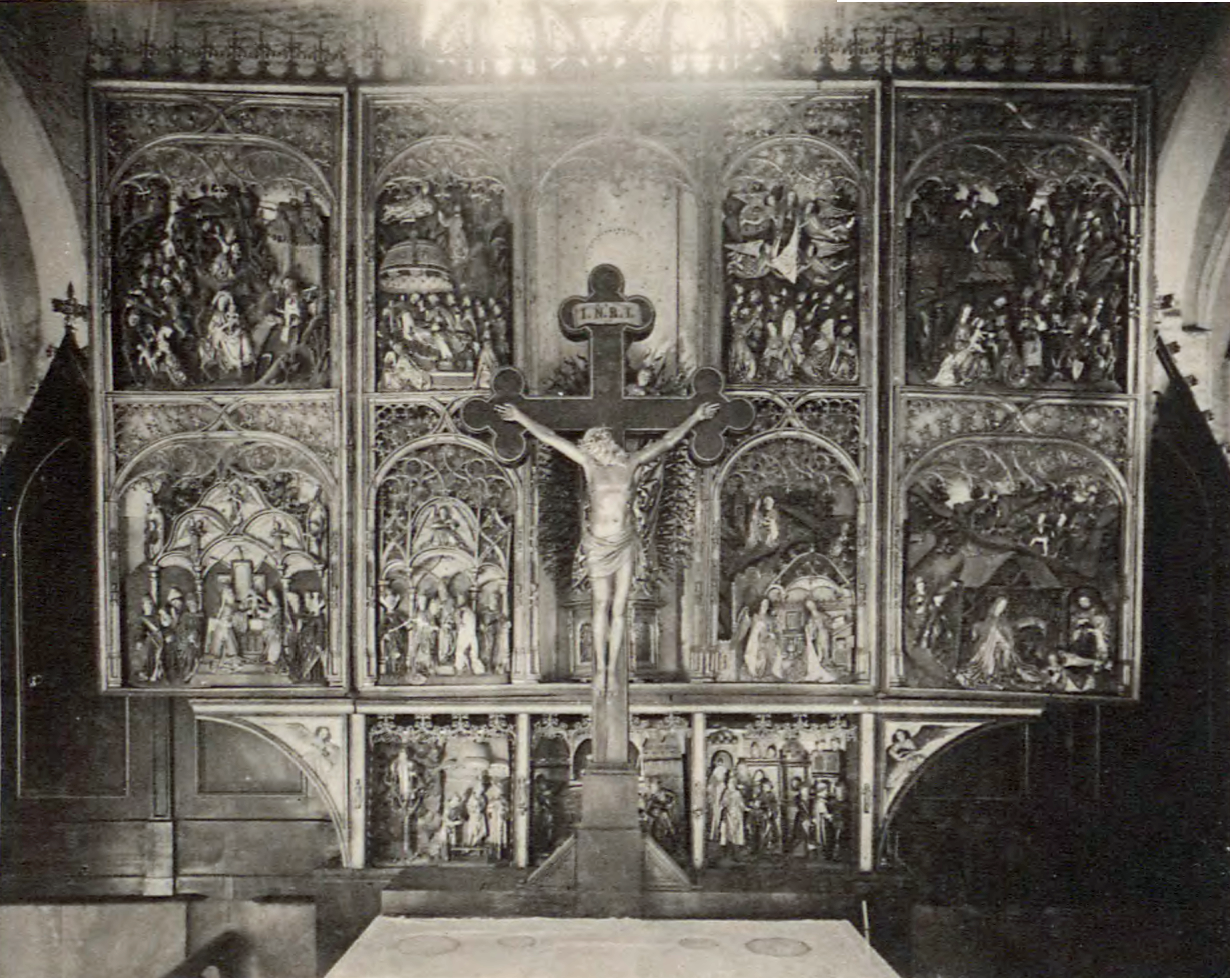
Ehemaliger Hauptaltar der Marienkirche, 7,20 m breit und 5,60 m hoch, 1945 am Auslagerungsort Schwerinsburg vermutlich zum großen Teil vernichtet. Die erhaltene lebensgroße Marienfigur ist hier vom Kruzifix verdeckt.

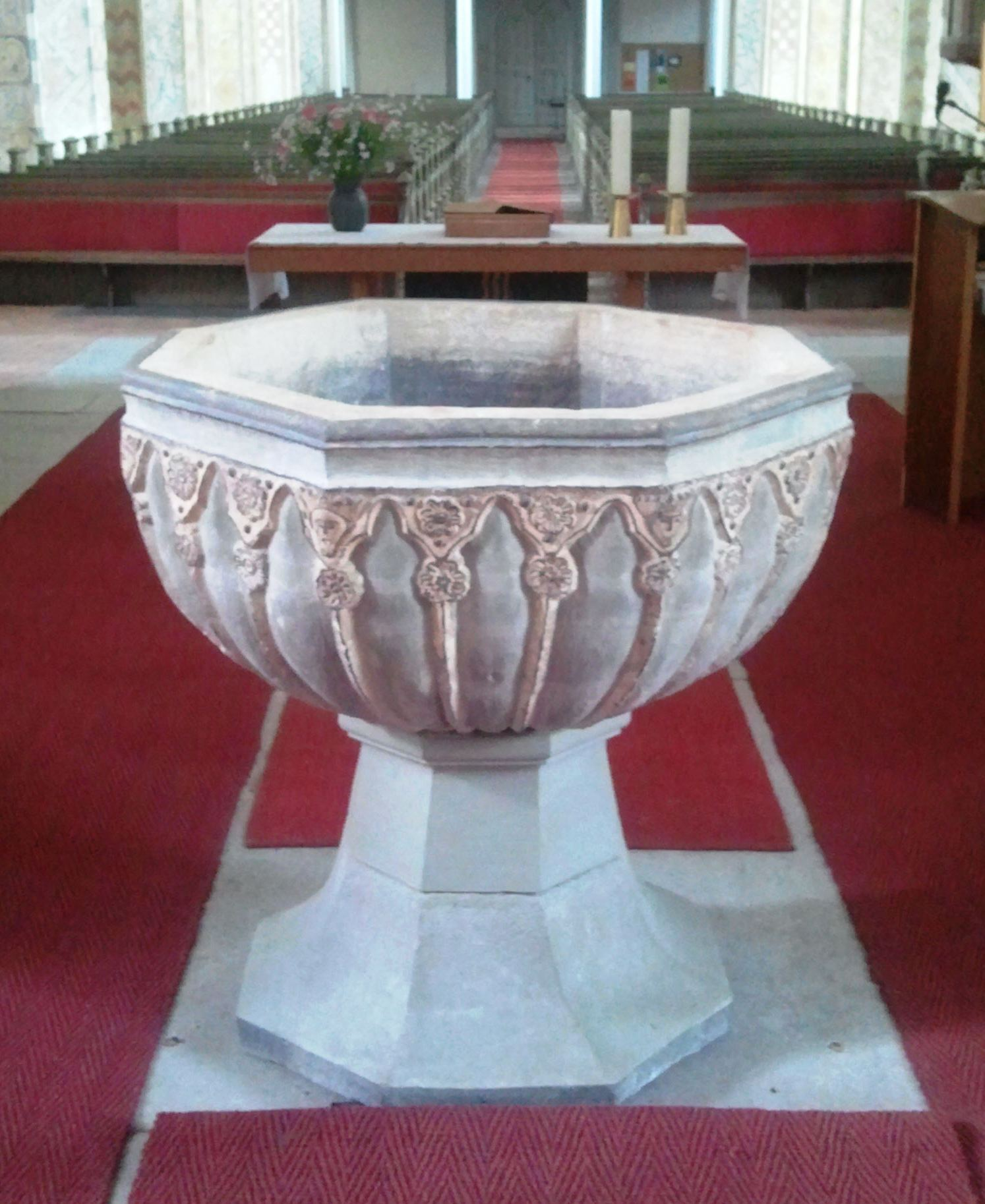
Taufstein der Marienkirche

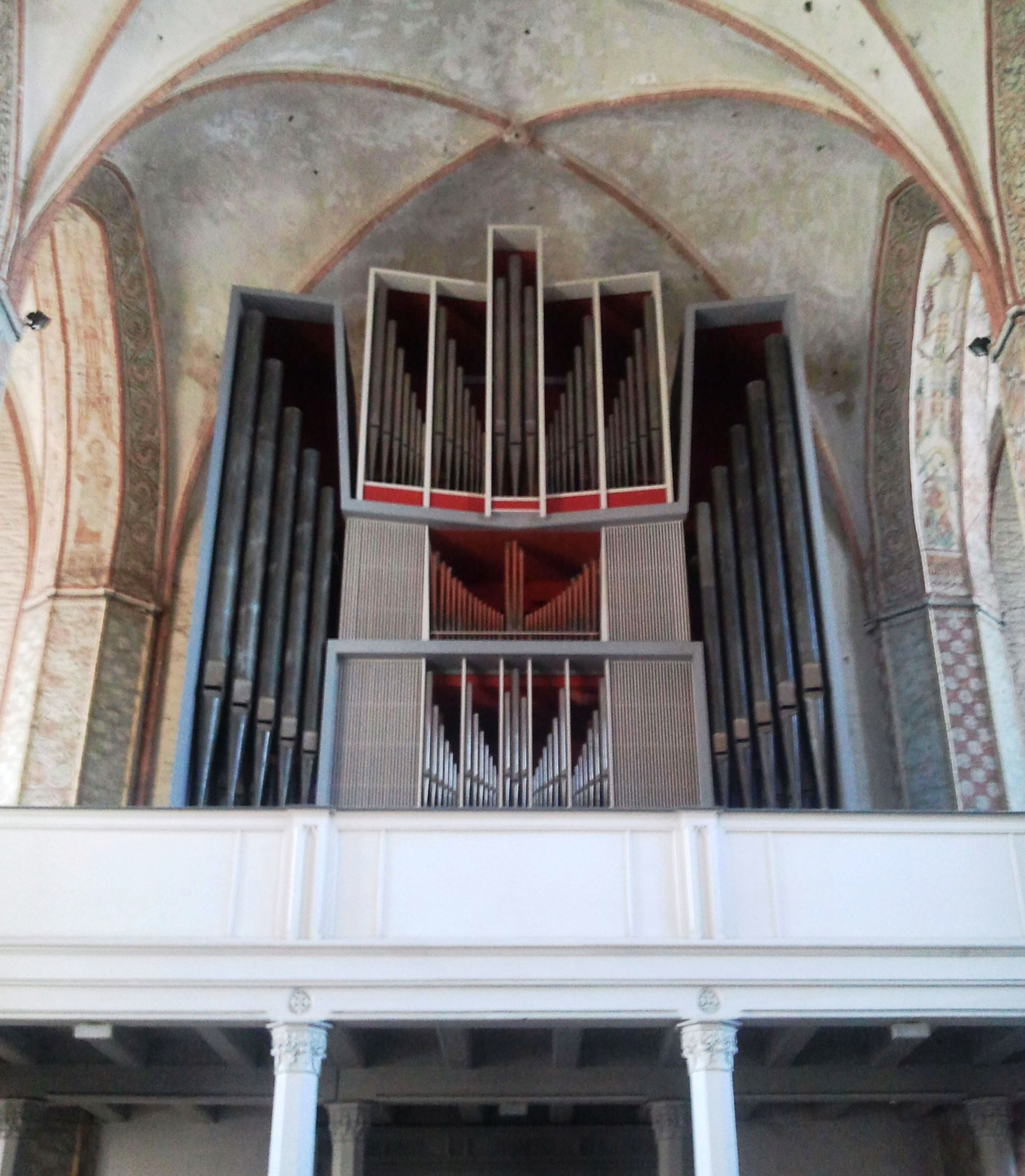
Schuke-Orgel der Marienkirche

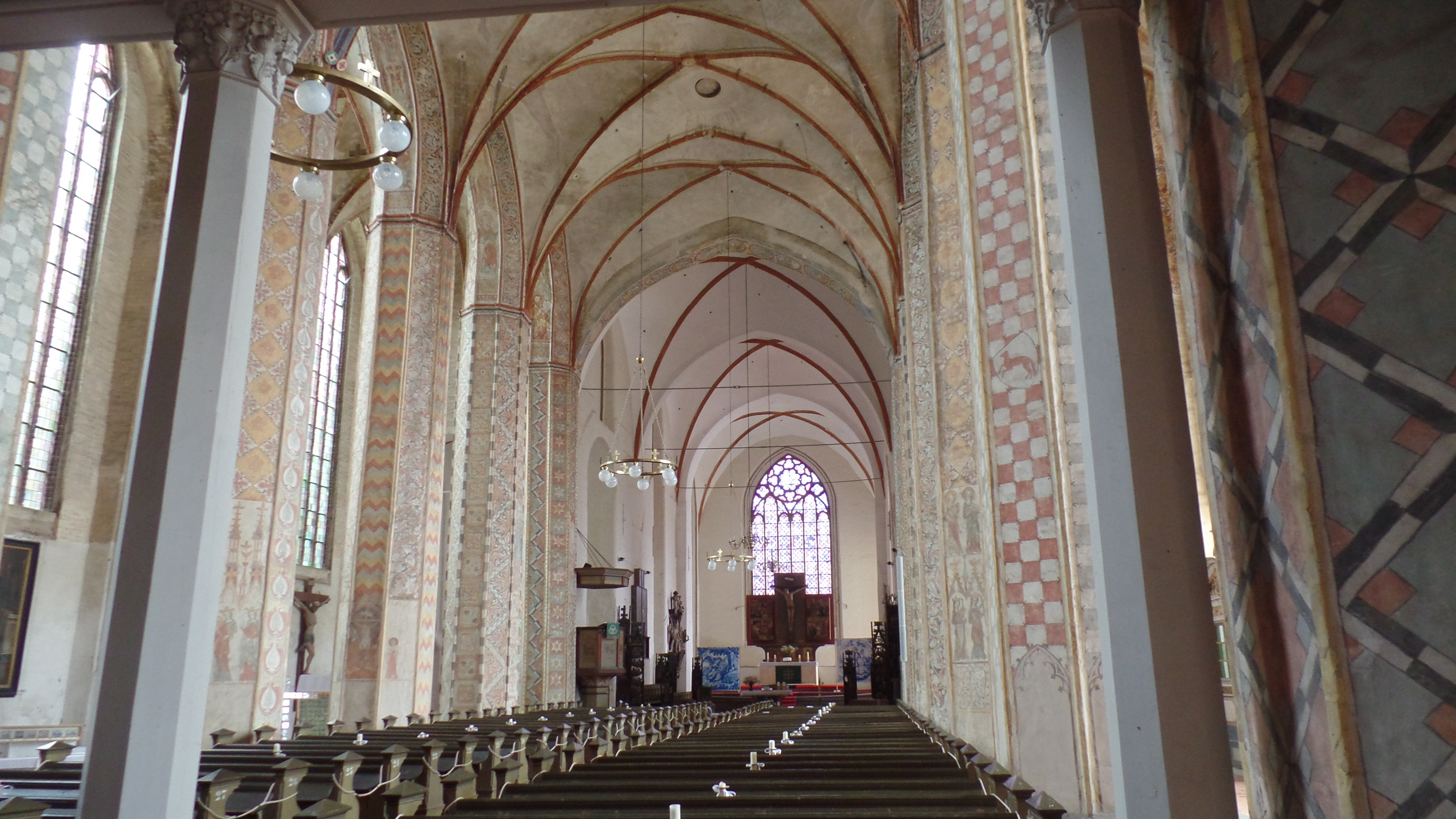
Blick nach Osten

Überregionale Bedeutung erlangte die Marienkirche nach der Wiederentdeckung ihrer außergewöhnlich gut erhaltenen Innenausmalung, die 1936/37 an Pfeilern und Gurtbögen freigelegt wurde und in die erste Hälfte des 14. Jahrhunderts zu datieren ist. Im Gegensatz zu den meisten Beispielen mittelalterlicher Wandmalerei in Norddeutschland vermittelt die Ausmalung der Anklamer Marienkirche einen nahezu vollständig erhaltenen Raumeindruck. Florale und geometrische Muster, teils in Fresco-, teils in Fresco-secco-Technik ausgeführt, bedecken die oktogonalen Pfeiler des Langhauses. Die Scheidbogenlaibungen tragen 24 Heiligendarstellungen, die in architektonischen Rahmungen sehr detailliert dargestellt sind. Sie können ikonografisch nur teilweise eindeutig identifiziert werden. Retabelartige Malereien an den Pfeilern zeigen unter anderem Kreuzigungsszenen und Heiligendarstellungen, die in naher stilistischer Beziehung zu ähnlichen Malereien in der St.-Nikolai-Kirche zu Stralsund stehen.
Das Taufbecken aus gotländischem Kalkstein stammt aus der Zeit um 1330. Ebenfalls aus der Nikolaikirche stammen die Gestühlwangen des Chorgestühls aus dem frühen 15. Jahrhundert, die unter anderem eine außergewöhnliche Darstellung des pommerschen Wappentieres, des Greifen, zeigen. Viele Teile der wertvollen Ausstattung von St. Marien wurden während des Zweiten Weltkrieges in das Gut Schwerinsburg ausgelagert. Als dieses 1945 ausbrannte, gingen die Kunstgegenstände zum großen Teil verloren. Vom Hauptaltar blieb nur die große Marienfigur aus dem späten 15. Jahrhundert erhalten, die heute in der nordwestlichen Marienkapelle steht.

### Schürfmale
An den Kapellen des südlichen Hauptschiffes aus der zweiten Hälfte des 15. Jahrhunderts sind in der Backsteinoberfläche zahlreiche Schürfmale erhalten. Die auch Näpfchen, Rund- oder Schabemarken, Wetzmulden oder -rillen, Schalen- oder Schwanensteine genannten Ausarbeitungen im Ziegelmauerwerk erfuhren unzählige Deutungsversuche – man schrieb sie unterschiedlichsten Anlässen und Aktivitäten infolge von Krieg, Volksmedizin, Pilgerei, Vertragsabschlüssen, Heimatverbundenheit etc. zu. Die zeitliche Einordnung der Anklamer Schürfmale in die Zeit um 1500 lässt es denkbar erscheinen, dass hier Steinstaub als Heilmittel für milch- oder kinderlose Frauen entnommen wurde.

### Orgeln
Die Hauptorgel wurde 1962–1970 vom Alexander Schuke Potsdam Orgelbau unter Leitung von Hans-Joachim Schuke als Opus 326 erbaut. Das Schleifladen-Instrument hat 30 Register mit 2214 Pfeifen auf zwei Manualen und Pedal. Die Trakturen sind mechanisch.
| I Hauptwerk C–f3 |                    |       |
| 1.               | Quintadena         | 16′   |
| 2.               | Principal          | 8′    |
| 3.               | Dulzflöte          | 8′    |
| 4.               | Koppelflöte        | 8′    |
| 5.               | Octave             | 4′    |
| 6.               | Rohrflöte          | 4′    |
| 7.               | Nasat              | 2 ⁄3′ |
| 8.               | Nachthorn          | 2′    |
| 9.               | Mixtur V           |       |
| 10.              | Scharff-Cymbel III |       |
| 11.              | Trompete           | 8′    |

| II Unterwerk C–f3 |                  |    |
| 12.               | Gedackt          | 8′ |
| 13.               | Quintadena       | 8′ |
| 14.               | Principal        | 4′ |
| 15.               | Holzflöte        | 4′ |
| 16.               | Octave           | 2′ |
| 17.               | Sesquialtera II  |    |
| 18.               | Flöten-Cymbel II |    |
| 19.               | Scharff IV       |    |
| 20.               | Regal            | 8′ |
|                   | Tremulant        |    |

| Pedal C–f1 |                 |     |
| 21.        | Principal       | 16′ |
| 22.        | Subbaß          | 16′ |
| 23.        | Octave          | 8′  |
| 24.        | Spitzflöte      | 8′  |
| 25.        | Hohlflöte       | 4′  |
| 26.        | Rauschpfeife IV |     |
| 27.        | Rohrflötbaß II  |     |
| 28.        | Hintersatz V    |     |
| 29.        | Posaune         | 16′ |
| 30.        | Trompete        | 4′  |

- Koppeln: II/I, I/P, II/P

Schuke baute 1972 für die Marienkapelle ein Orgelpositiv mit 5 Registern (Opus 429). 2016 baute dieselbe Firma eine Truhenorgel.

### Apostelglocke
Im Turm befindet sich die so genannte Apostelglocke des bekannten mittelalterlichen Glockengießers Rickert de Monkehagen von 1450, die ursprünglich eine der Glocken im fünfstimmigen Geläut der Anklamer Nikolaikirche war. Sie ist die größte erhaltene mittelalterliche Glocke in Mecklenburg-Vorpommern und die drittgrößte Glocke Vorpommerns.

#### Daten
Die Glocke weist die Durchmesser von 1824/1820/1790 mm aus, der Schlagring (dickster Bereich der Glocke, an den der Klöppel schlägt) ist 139,5 mm dick. Die schräge Höhe bis Steg beträgt 1336 mm, die Höhe ohne Krone 1645 mm. Sie wiegt etwa 4.500 kg.
| Nennton (Schlagton) | Unterton | Prime     | Terz   | Quinte  | Oberoktave | Dezime  | Duodezime | Quatuordezime | Doppeloktave | Nachhall     |
| ------------------- | -------- | --------- | ------ | ------- | ---------- | ------- | --------- | ------------- | ------------ | ------------ |
| h0 +10              | c0 −1,5  | ais0 +7,5 | d1 +15 | fis1 +3 | h1 +10     | dis2 +3 | fis2 +3   | a2 +11        | h2 +11       | 12/15/45 sec |

#### Geschichte
Die Apostelglocke wurde aufgrund ihrer kunsthistorischen Bedeutung zusammen mit zwei weiteren mittelalterlichen Glocken der Nikolaikirche von der Beschlagnahmung während des Zweiten Weltkriegs zurückgestellt. Die Glocken der Marienkirche sowie zwei Glocken der Nikolaikirche aus der Barockzeit wurden dagegen im Turm zerschlagen und eingeschmolzen. Während der letzten Kriegstage wurde die Nikolaikirche nach Artilleriebeschuss durch abziehende deutsche Truppen schwer zerstört, der Turm brannte dabei aus. Die Glocken konnten aufgrund der starken Beschädigung des Turmes nach Kriegsende nicht geborgen werden. Im Herbst 1945 stürzten bei einem Sturm die Giebel des Turmes der Nikolaikirche ein und zerschlugen die Geschossdecken. Dabei stürzten die drei Glocken etwa 50 Meter in die Tiefe.
Bei der Suche nach den Bronzeresten in den Trümmern fand man die kleineren Glocken zerstört, die Apostelglocke jedoch nur leicht beschädigt. Die Krone der Glocke war abgeschlagen und durch die große Hitze im brennenden Turm war es zu Verformungen und Zinnausschwitzungen gekommen. Dadurch hat das Klangbild der Glocken zwar Einbußen erfahren, dennoch verfügt sie nach wie vor über eine erstaunliche Klangqualität.
Man hing die Glocke in der benachbarten Marienkirche auf, die ab 1947 wieder genutzt werden konnte. Aus dem Material der zwei zerstörten Schwesterglocken goss die Glockengießerei in Apolda zwei neue Glocken mit den Schlagtönen d1 +11 und e1 +9. Diese wurden aufgrund ihrer schlechten klanglichen Qualität 2014 außer Dienst gestellt. Die kleinere Glocke verblieb als Zeitdenkmal im Turm, das Material der größeren Glocke wurde für ein neues Geläut wiederverwendet.

#### Beschreibung

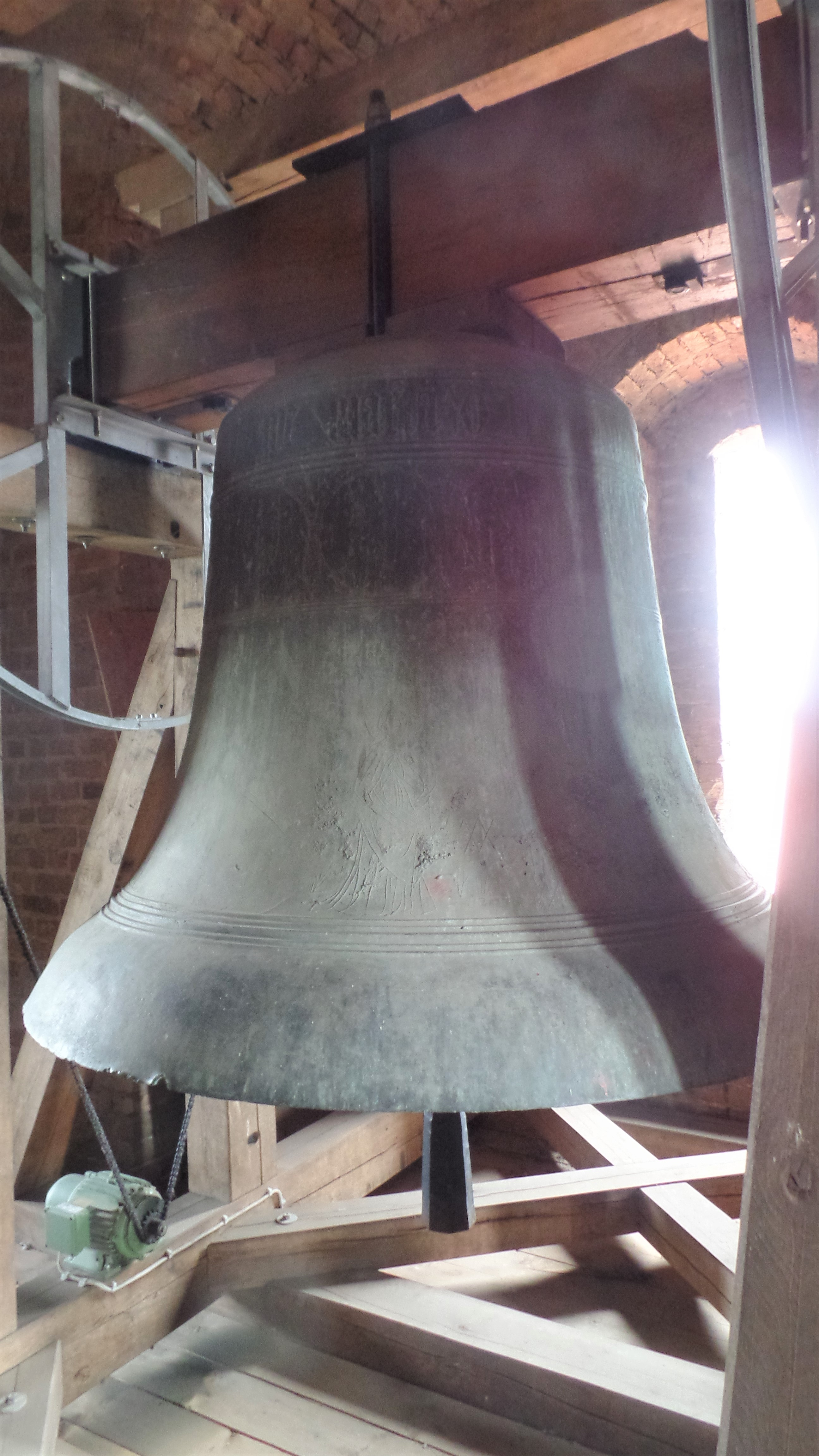
Apostelglocke in der ehemaligen Glöcknerstube des Turmes unterhalb des fünfstimmigen Geläuts

Die Glocke (gotische Rippe) ist an der Schulter (der obere Glockenbereich unter der Inschriftenzeile und unter der Krone, an der sie aufgehängt wird) mit Ritzzeichnungen in Form von zwölf Medaillons mit Porträts der zwölf Apostel dekoriert, die ihr auch den Namen gaben. Das Schriftband oberhalb der Medaillons enthält in großen gotischen Minuskeln mit Rauten als Worttrennern die Inschrift:
Des Weiteren sind auf der Glockenflanke Ritzzeichnungen verschiedener Heiliger und eine Kreuzigungsgruppe. Hier findet sich auch das Gießerzeichen von Monkehagen , sowie ein weiteres, bisher ungelöstes.

#### Gegenwart

Geläut seit 2014

Die Glockenanlage mitsamt dem Glockenstuhl wurde 2014 durch die Evangelische Kirchengemeinde Anklam saniert und mit fünf neuen Glocken der Glockengießerei Bachert, Karlsruhe ausgestattet. Die Apostelglocke erhielt dabei ein gerades Holzjoch sowie einen neuen Klöppel und wurde in einem eigenen Glockenstuhl in der Etage unterhalb der bisherigen Glockenstube aufgehängt. Die Einweihung erfolgte am 5. Oktober 2014. Die Apostelglocke läutet seitdem zu hohen kirchlichen Feiertagen, nachdem sie in den Jahrzehnten zuvor aufgrund der ungeeigneten Aufhängung am verkröpften Joch stillgelegt war.

## Nutzung

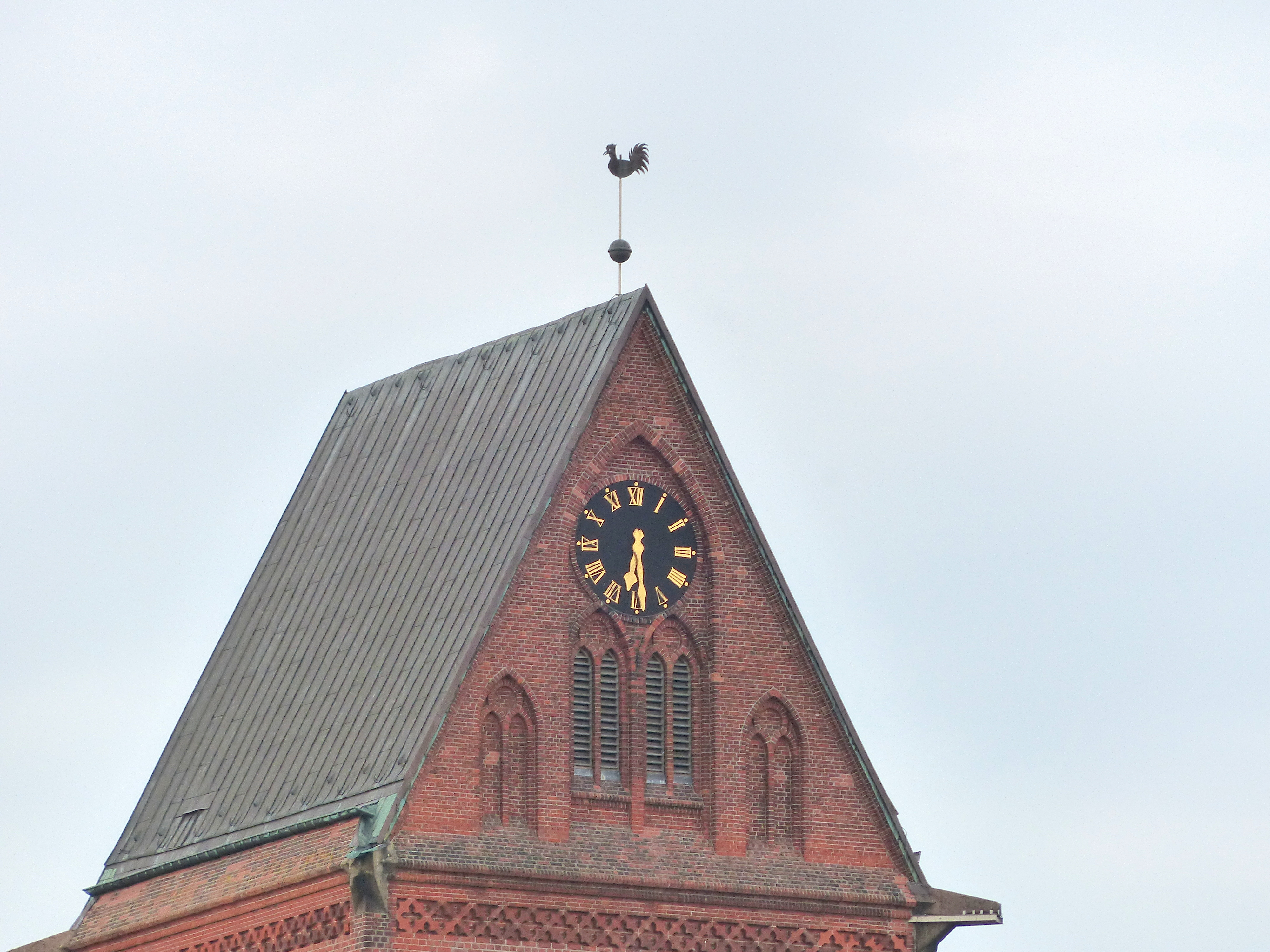
Weithin sichtbares Ziffernblatt der Turmuhr auf der Südseite

Die Kirche ist Gottesdienst- und Veranstaltungsraum der Evangelischen Kirchengemeinde Anklam in der Propstei Pasewalk im Pommerschen Evangelischen Kirchenkreis der Evangelisch-Lutherischen Kirche in Norddeutschland. In der Marienkirche finden in den Sommermonaten die Konzerte der traditionsreichen Anklamer Sommermusikreihe statt.